# Italo Bonardi
Italo Bonardi (Brescia, 5 aprile 1878 – Brescia, 10 gennaio 1962) è stato un avvocato e politico italiano.

## Biografia
Figlio dell'onorevole Massimo e fratello del senatore Carlo si laurea in giurisprudenza a Torino per poi essere assunto al Ministero dell'industria, agricoltura e commercio. È stato poi capo di gabinetto del fratello nel periodo in cui ricopre la carica di sottosegretario al Ministero della guerra. Ha fatto parte del consiglio dell'Ente nazionale per le industrie turistiche, del R.A.C.I., della Compagnia Italiana del Turismo, del consiglio del parco nazionale d'Abruzzo. A partire dal 1932 è reggente del Commissariato per il Turismo, vicepresidente dell'Alliance internationale de Turisme, membro dell'Union interpalamentaire, presidente dell'Ente per la tutela della pesca sui laghi di Garda e di Idro. Eletto parlamentare nel 1929 su proposta del Touring Club Italiano, rieletto nel 1934 e nominato consigliere nazionale nel 1939, svolge una intensa attività parlamentare sui temi del turismo; sua è la proposta di un Commissariato sulla pesca nelle acque interne.

## Opere
- Evelina Martinengo Cesaresco (Brescia, F.Apollonio, 1953),
- Il Carpione (Torino 1938),
- Iseo e i fratelli Bonardi, (Brescia 1959),
- La pesca nel lago di Idro (Roma, Poligrafico dello Stato, 1948),
- La Val Trompia (Brescia, F.Apollonio 1930),
- La pesca sul lago di Garda" (Brescia: Apollonio 1943);
- Pandolfo Malatesta Signore di Brescia" (Brescia, F.Apollonio, 1930), ecc.